# شبتاي شافيت
 شبتاي شافيت  (عبرية: שבתי שביט) (ولد في 1939) كان رئيس جهاز الموساد الإسرائيلي من 1989 وحتى 1996. وُلد في حيفا عام 1939 درس علوم الشرق واللغة العربية في جامعة تل أبيب، وبعدها تابع دراسته في جامعة هارفرد، انخرط في العمل مع جهاز الموساد عام 1964، وتولى إدارة الموساد منذ 1989 وحتى 1996، ساهم شافيت في التخطيط لعملية اغتيال عاطف بسيسو.

## مؤتمر القمة العربي في الخرطوم
على اثر هزيمة عام 1967 عقد القادة العرب اجتماعا في الخرطوم فيما عرف بقمة اللاءات الثلاثة: لا صلح ولا اعتراف ولا تفاوض وذلك لبحث تداعيات الهزيمة وقد تبين ان مايك هراري كان برفقة دافيد قمحي وشبتاي شافيت الذي أصبح فيما بعد مدير الموساد متسترين بغطاء صحفي يراقبون الوفد الفلسطيني والذي كان برئاسة أحمد الشقيري وعضوية سعيد السبع وشفيق الحوت كما انه كان أحد أعضاء شبكة الموساد التي اكتشفت في مدينة طرابلس، لبنان عام 1973 والتي كانت تخطط لاغتيال سعيد السبع بعد عملية فردان في بيروت.